# 嵐山
嵐山（あらしやま）は、京都市西部にある標高382メートル (m)の山。また、大堰川（おおいがわ）を挟んで西側の松尾山・嵐山・烏ヶ岳の嵐山三山と、東側の小倉山・亀山、さらにはその麓を含んだ地域を一般的に嵐山と称し、山麓は多数の寺社が立地する観光名所でもある。
近くには嵯峨嵐山駅があり、この辺り一体が嵯峨野と呼ばれる事も多い。
また、近くのトロッコ嵐山駅からは嵯峨野トロッコが出ており、保津峡などを眺めながら、乗る事ができる。

## 概要
嵐山は桜や紅葉の名所である。日本さくら名所100選並びに日本紅葉の名所100選に選定されている。京都の代表的な観光地で嵐山の中心部を流れる桂川にかかる渡月橋は嵐山の象徴になっている。なお渡月橋をはさんで上流が大堰川（おおいがわ）、下流から桂川と呼称が変わる。JR山陰線の北側には嵯峨野と呼ばれる観光地が広がっている。
嵐山には13世紀末に亀山上皇が吉野からサクラ数百株を移植したとされ、その後も夢窓国師によって吉野からヤマザクラ数千本が移植されるなどサクラやマツの植栽が行われた。
嵐山の戸難瀬（となせ）の滝（音無滝）があり、滝の上流には蔵王権現堂がある。この蔵王権現は15世紀の金春禅鳳作の能『嵐山』にも登場する。
嵐山山麓に広がっていた森の多くは天龍寺領で明治時代の社寺上知令により官有地に編入され、のちに嵐山国有林となった。1927年（昭和2年）には史跡名勝「嵐山峡」に指定され、1930年（昭和5年）には風致地区に指定された。
1980年代には渡月橋の北側を中心にタレントショップが急増し、修学旅行生など若い観光客で賑わう一方で、雰囲気が破壊されるとの批判もあった。バブル崩壊後はこうしたタレントショップは減少し、現在はほとんど存在しない。
1990年代以降、小規模な博物館の開館が相次ぎ、2004年（平成16年）には温泉が掘削された（嵐山温泉）。
観光シーズンになると渋滞が激しく道路交通が麻痺してしまうため、乗用車の乗り入れ規制や、郊外に格安または無料の駐車場を整備しそこからバスで運ぶパーク・アンド・ライドの実験が行われた。
大堰川の上流の保津川の流域では林業が盛んであり、かつては伐採した木材を京都の街に運ぶために川が使われた。嵐山はその終着点であり、現在では同じコースを遊覧船で下る「保津川下り」が亀岡市から体験できる。

### 嵐山国有林
嵐山のふもとには嵐山国有林（面積59.03ha）が広がる。嵐山国有林は森林法の風致保安林、土砂流出防備保安林である。また、嵐山国有林は文化財保護法の史跡名勝、都市計画法の風致地区、古都保存法の歴史的風土特別保存地区、鳥獣保護法の鳥獣保護区となっている。嵐山国有林は江戸時代までは大部分が天龍寺領だったが、明治時代に社寺上知令により官有地に編入された。

### 災害
1951年（昭和26年）7月、集中豪雨により土砂崩れが発生。4人が圧死。
2013年（平成25年）9月16日には、大規模な水害に見舞われ、多くの旅館や売店が被災したが、紅葉シーズンに間に合うように復旧が進められ、10月初めまでにほとんどの施設が再開した。
2021年までに水害対策として、渡月橋の上流で高級料亭が並ぶ桂川北側、約260mの区間に止水壁の設置が進められた。止水壁は高さ80cmのアルミニウム製で、普段は地中に収納しておき出水時に展開する仕組み。同年7月8日の集中豪雨時には初めて稼働した。

## 自然

### 山容
嵐山は標高382mの山である。山頂には明応6年（1497年）に香西元長が築城した嵐山城跡がある。

### 登山道
主な登山道は、阪急嵐山駅の西にある登山口または西芳寺（苔寺）付近にある登山口から京都一周トレイルを経て松尾山（標高275.6m）に登り、そこから保津峡方向に延びる尾根上の道を歩く。山頂までの一般的な所要時間は、阪急嵐山駅から1時間程度である。
松尾山（標高275.6m）から嵐山（標高382m）を経て烏ヶ岳（標高398m）を縦走する尾根上のコースを歩くことが一般的であるが、烏ヶ岳から先のJR保津峡駅に至る登山道はあまり整備されていない。なお、嵐山の山頂付近には嵐山城跡が、松尾山の山頂登山道沿いには松尾山古墳群などの史跡も残っている。

## 観光

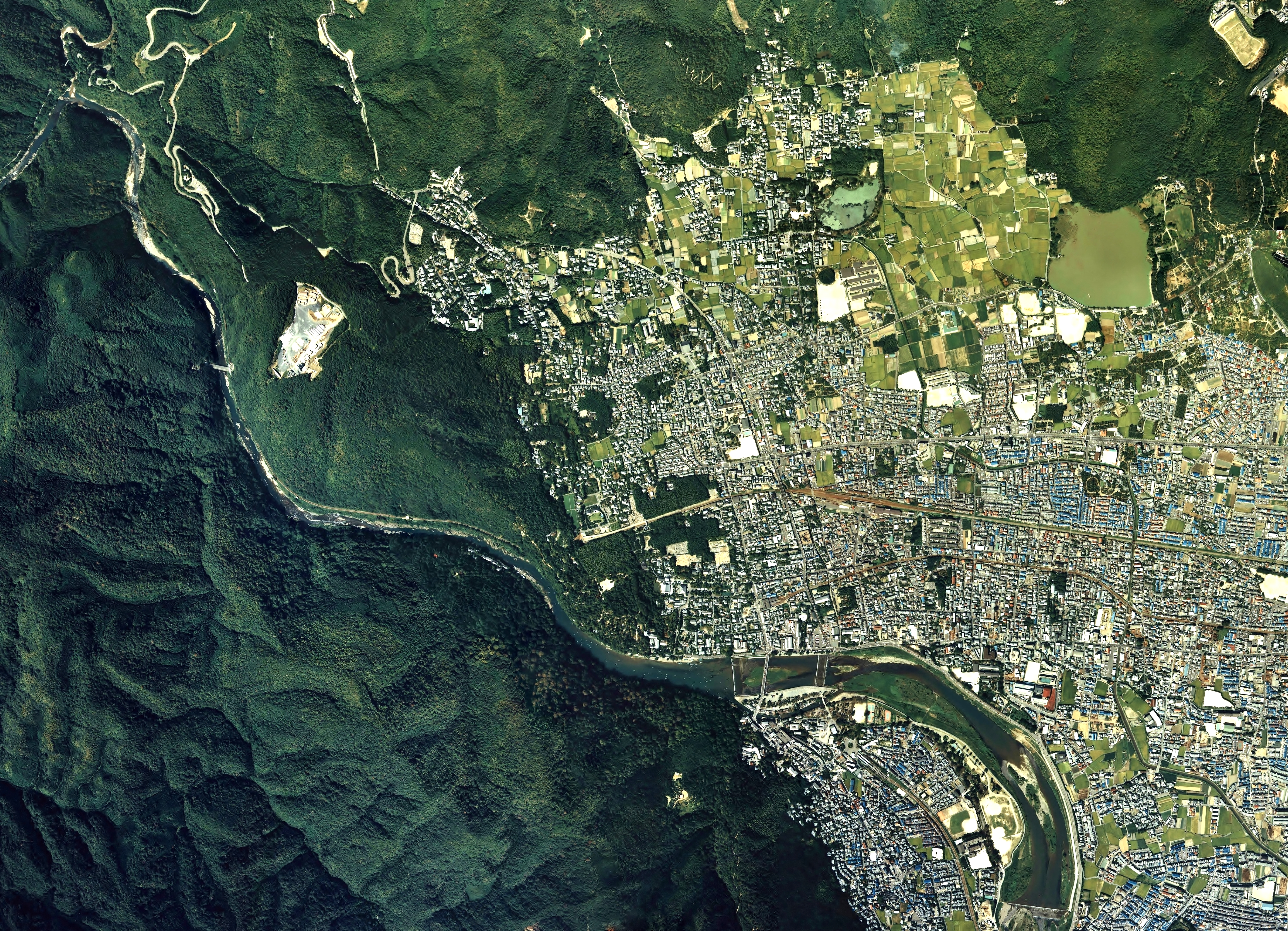
嵐山の空中写真。桂川が山間部から京都盆地に出る付近一帯に位置する。1987年撮影の7枚を合成作成。。

### 名所・旧跡
主な寺院
- 化野念仏寺
- 愛宕念仏寺
- 祇王寺
- 常寂光寺
- 清涼寺

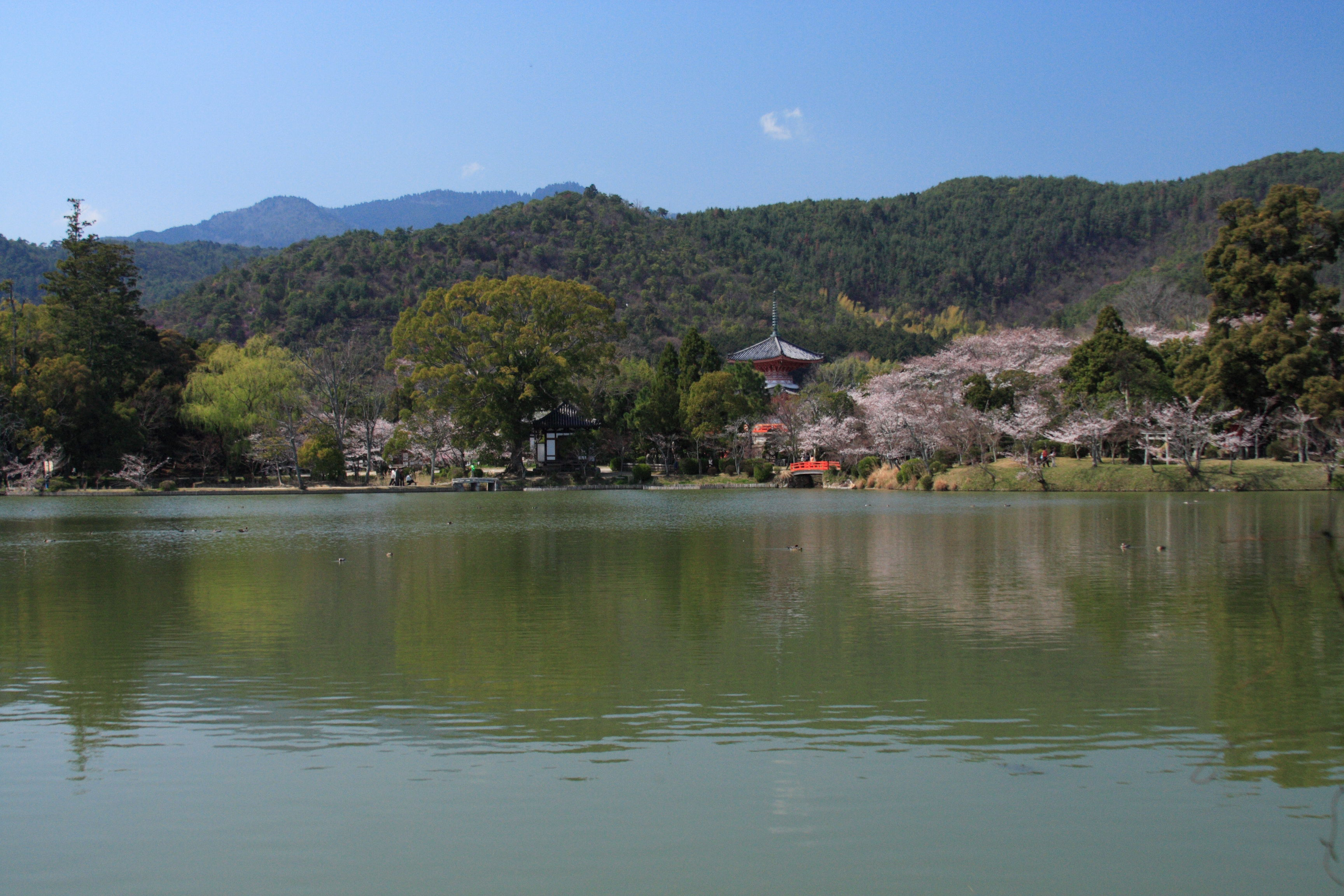
大覚寺
- 滝口寺
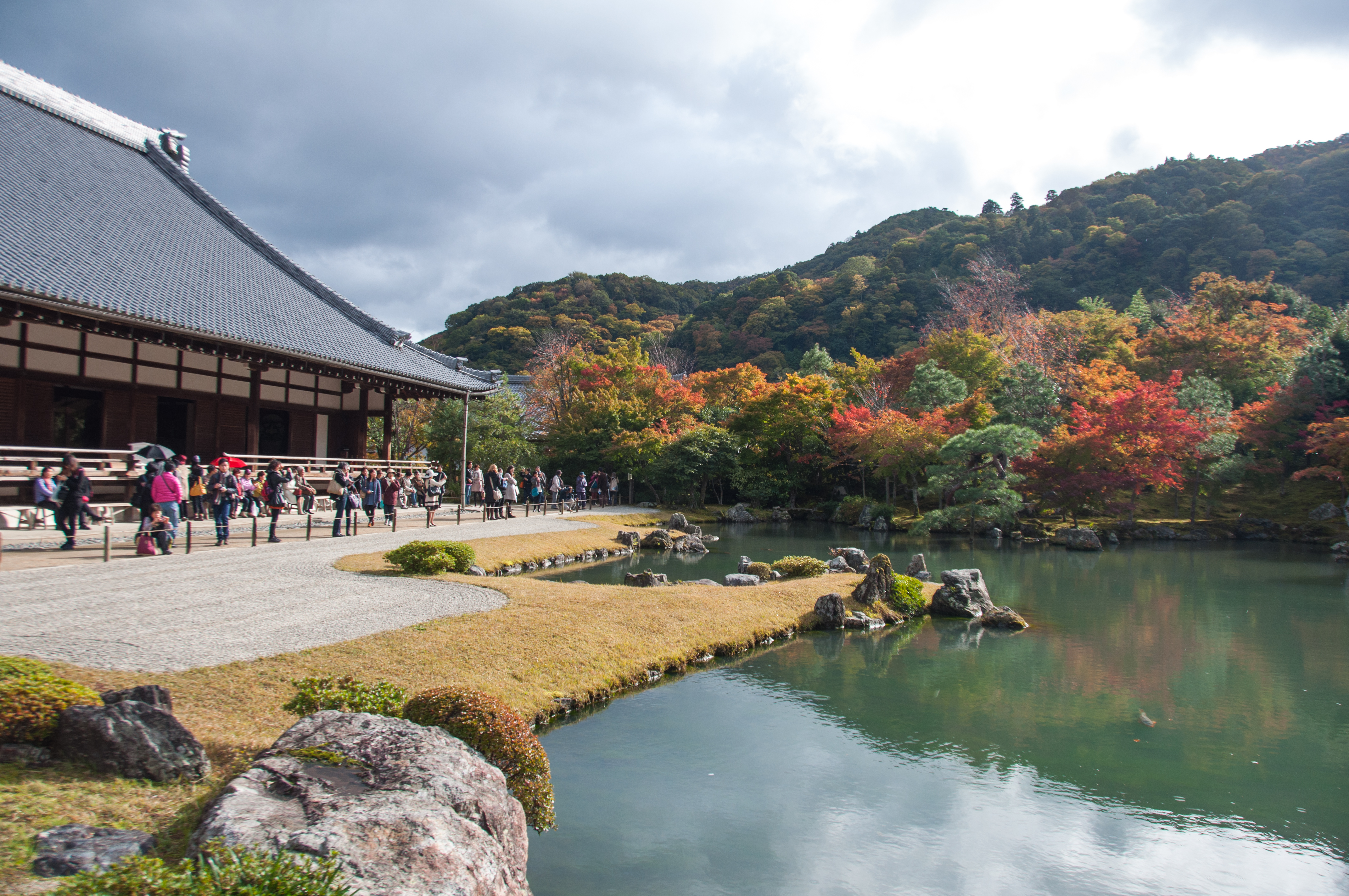
天龍寺
- 千光寺
- 二尊院
- 宝厳院
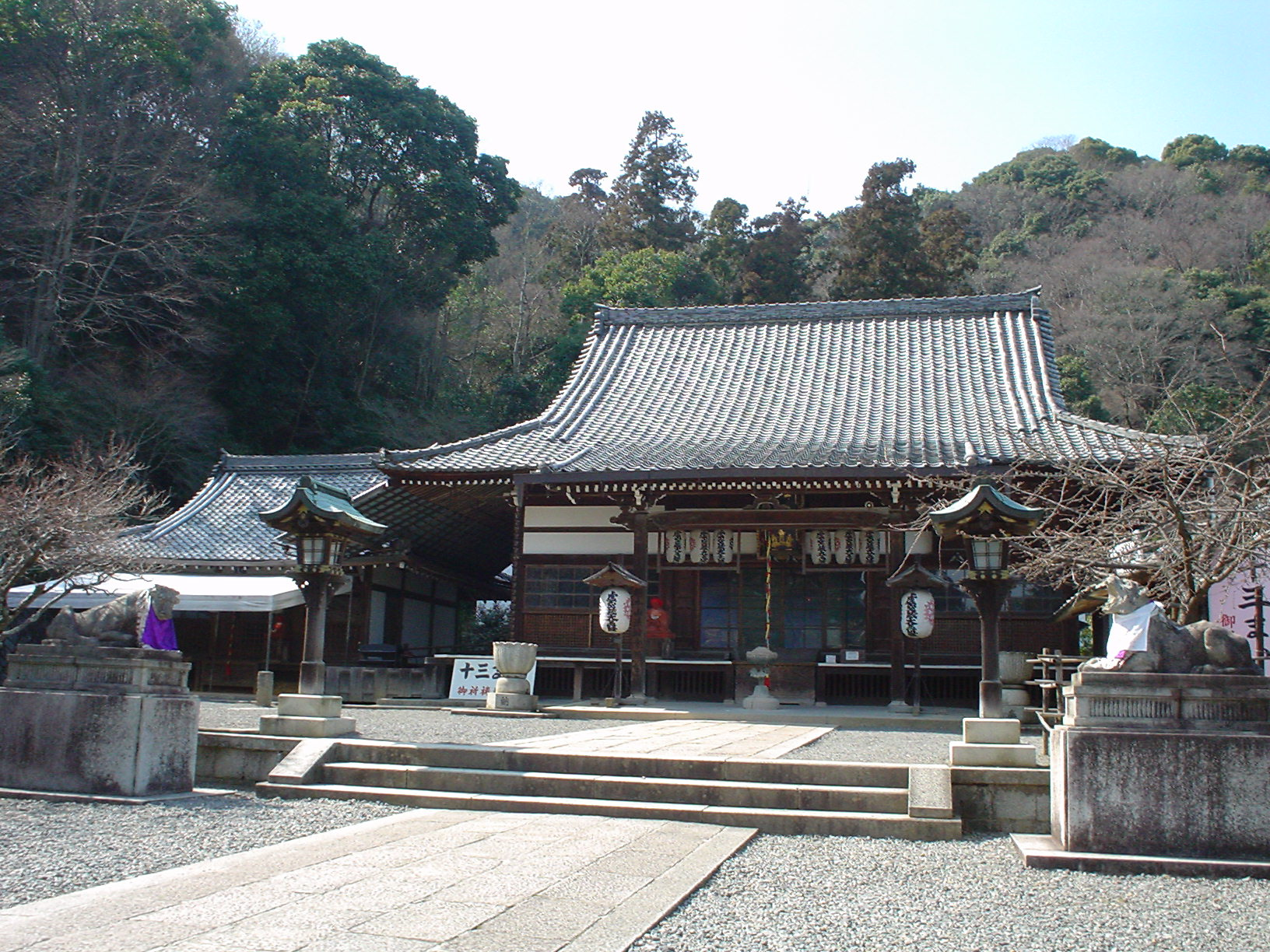
法輪寺
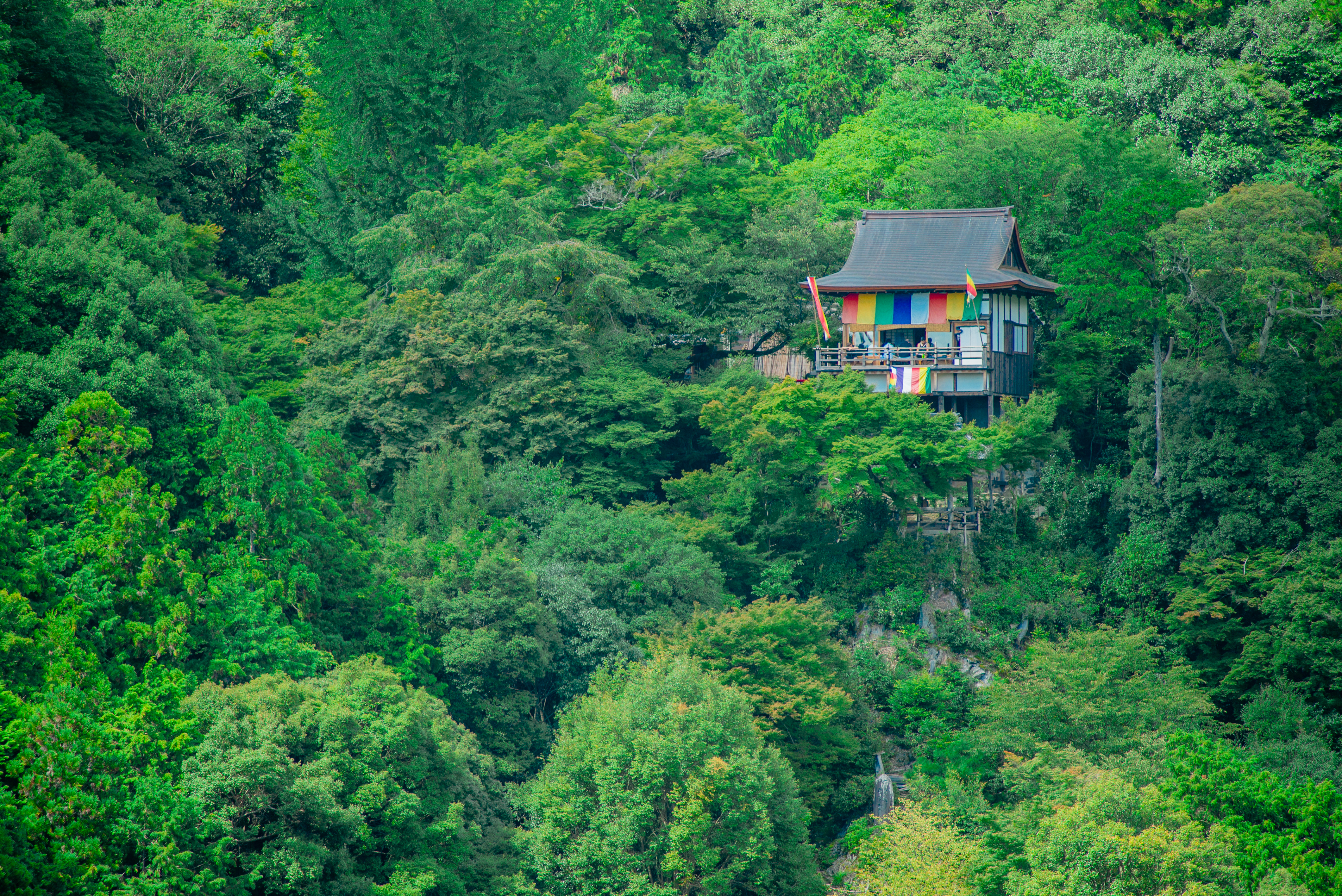
臨川寺
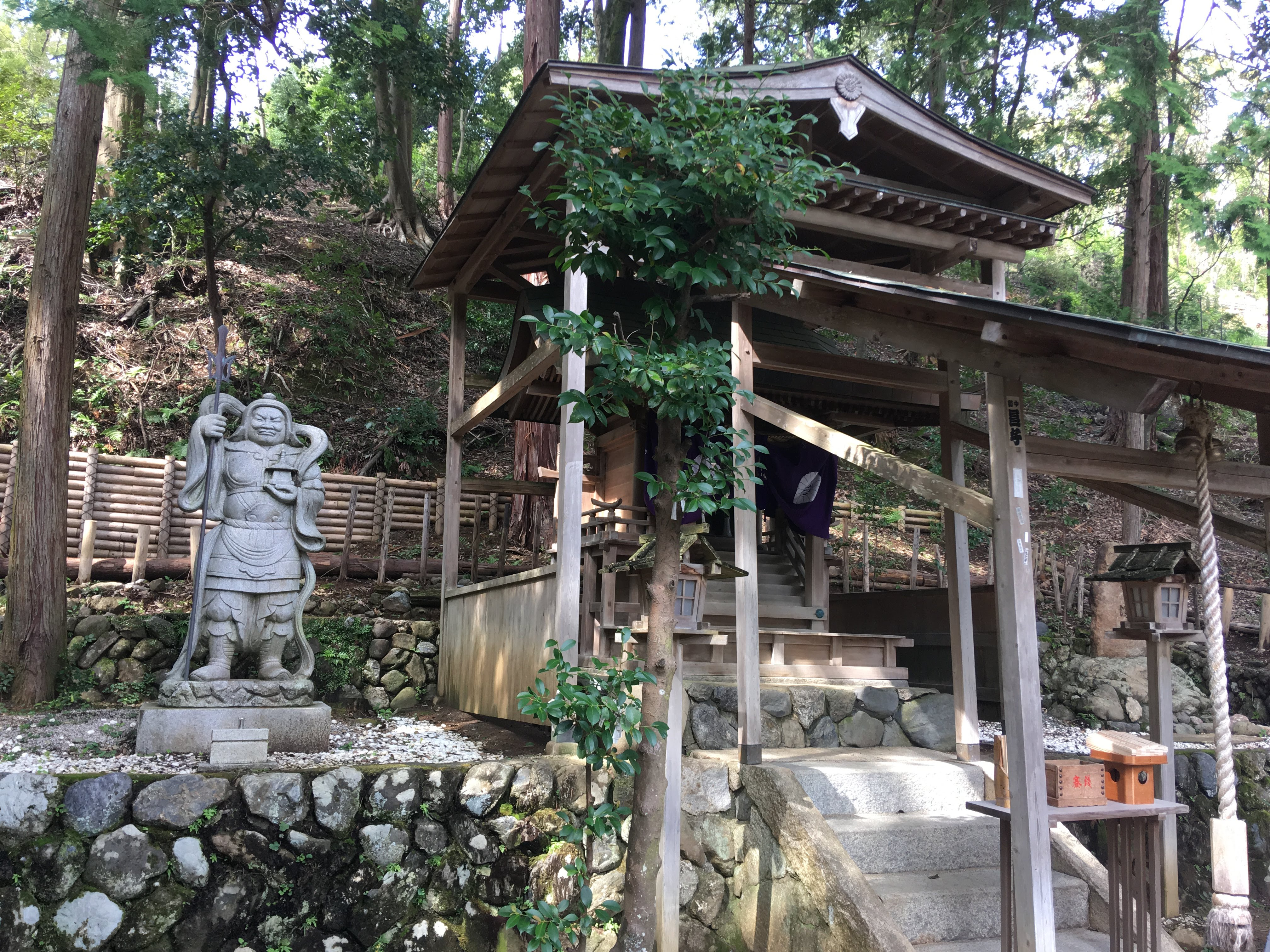
鹿王院

主な神社
- 櫟谷宗像神社
- 大井神社
- 車折神社
- 電電宮
- 野宮神社
- 松尾大社
- 御髪神社

主な史跡
- 落柿舎

- 大覚寺と大沢池
- 天龍寺
- 法輪寺
- 大悲閣千光寺
- 御髪神社

### 観光スポット
文化施設
- 嵯峨嵐山文華館（旧：時雨殿）
- 福田美術館
- 京都嵐山オルゴール博物館

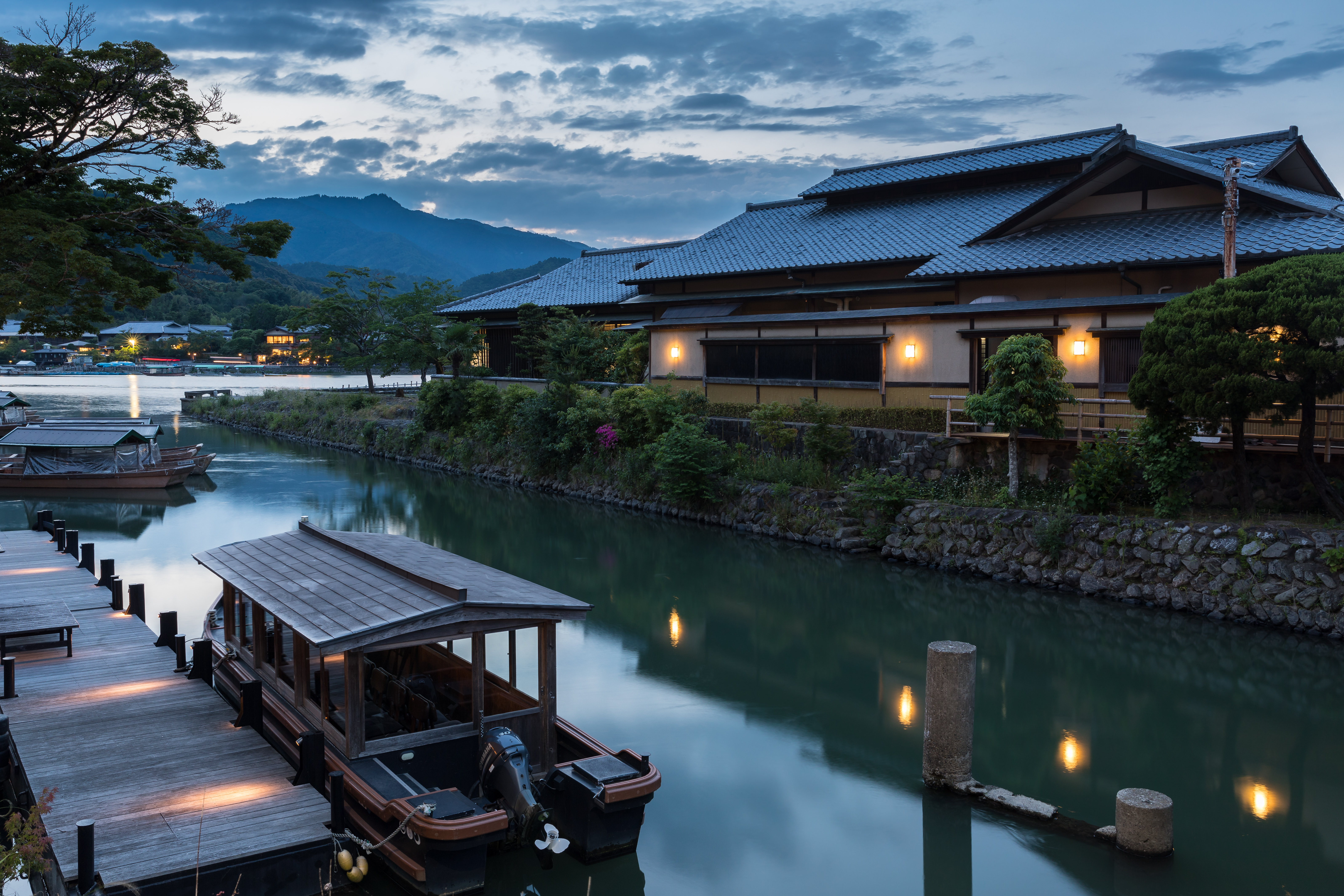
嵐山通船南乗り場

  - 京都嵐山美空ひばり座：2006年（平成18年）11月に一旦閉館した「美空ひばり館」が、2008年（平成20年）4月26日に改名のうえリニューアルオープンしたが、再び閉館し現在は建物も解体されている。

その他
- 渡月橋：夜は橋上流に造られた小型水力発電機の電力でライトアップされている。写真などでは木造の橋と思われがちだが、実際は本体は鉄筋コンクリート製（欄干のみ木製）で、車の通行も可能である。
- 竹林の小径
- 嵯峨野観光鉄道：トロッコ列車でトロッコ嵯峨駅とトロッコ亀岡駅を結ぶ（冬季運休）。
- 大河内山荘
- 嵐山花灯路
- 小倉山
- 鳥居形（曼陀羅山）（五山送り火）
- 亀山公園
  - 周恩来歌碑
- 嵐山温泉
- 嵐山公園（中之島）
- 嵐山モンキーパークいわたやま：1群約140頭のニホンザルが暮らしている。また、標高155メートルの高さの展望台からは、京都市内を一望できる。
- 桂川
  - 保津峡川下り（嵐峽めぐり）
- キモノフォレスト

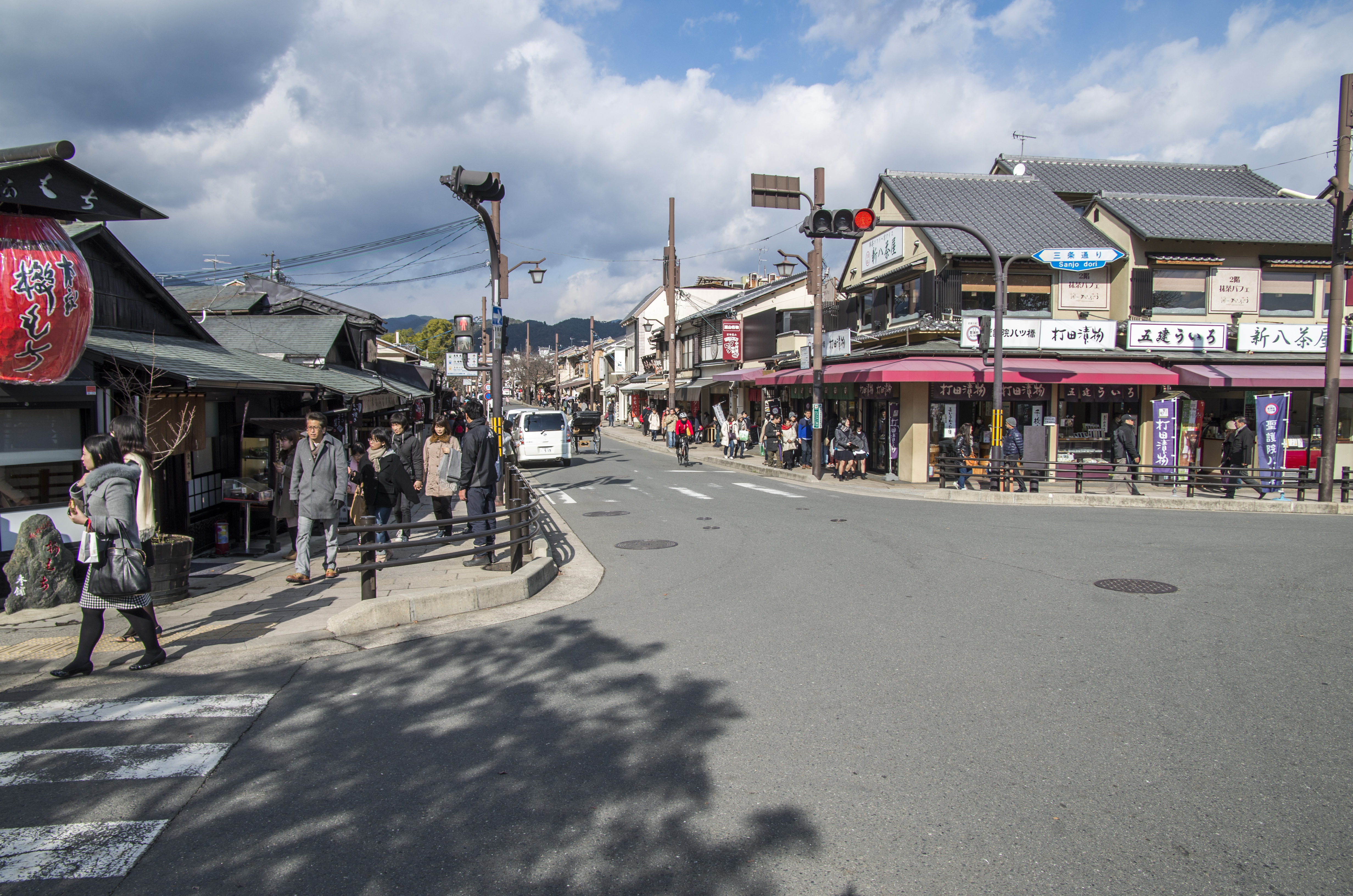
嵐山商店街
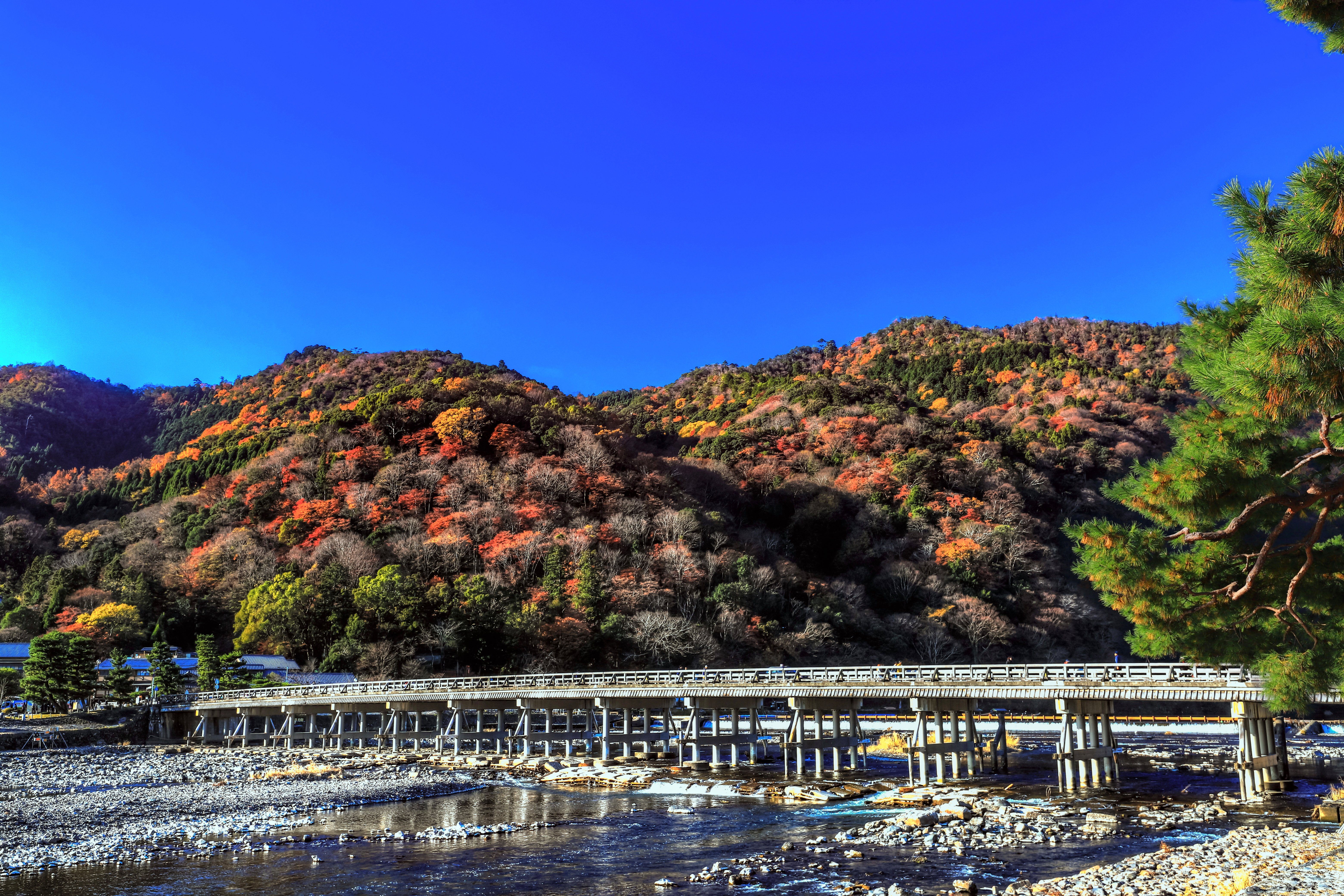
渡月橋
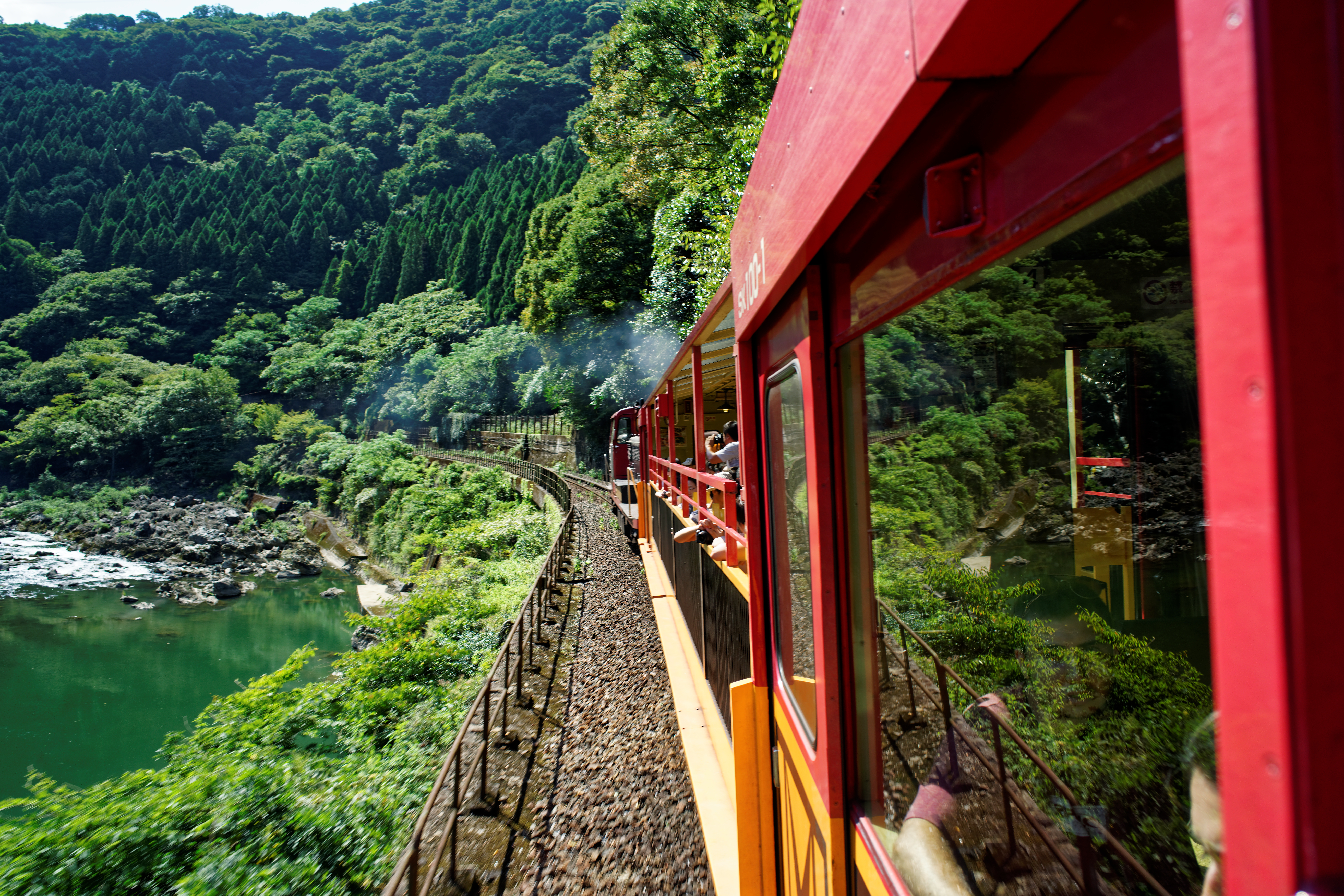
嵯峨野トロッコ列車
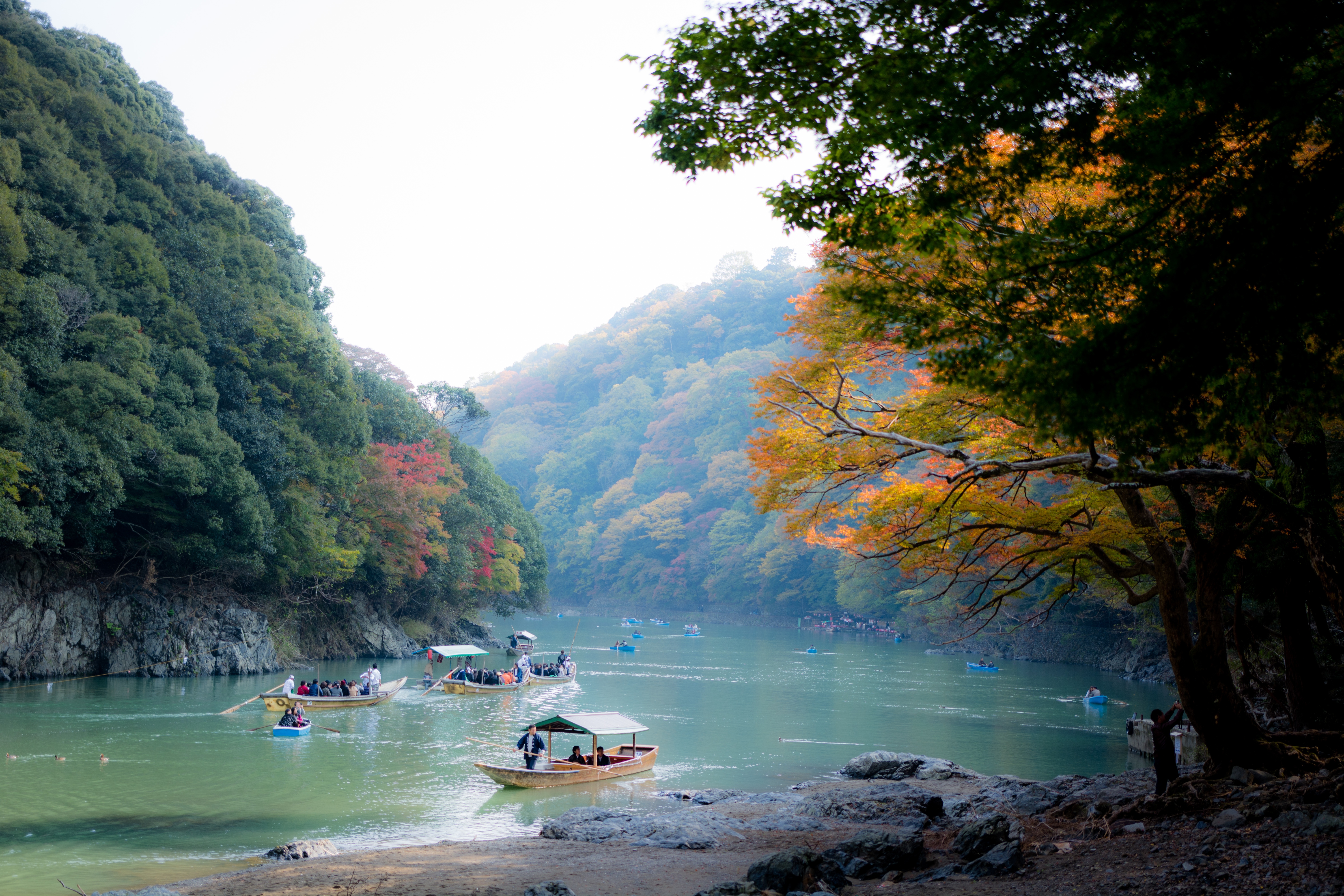
保津川下り
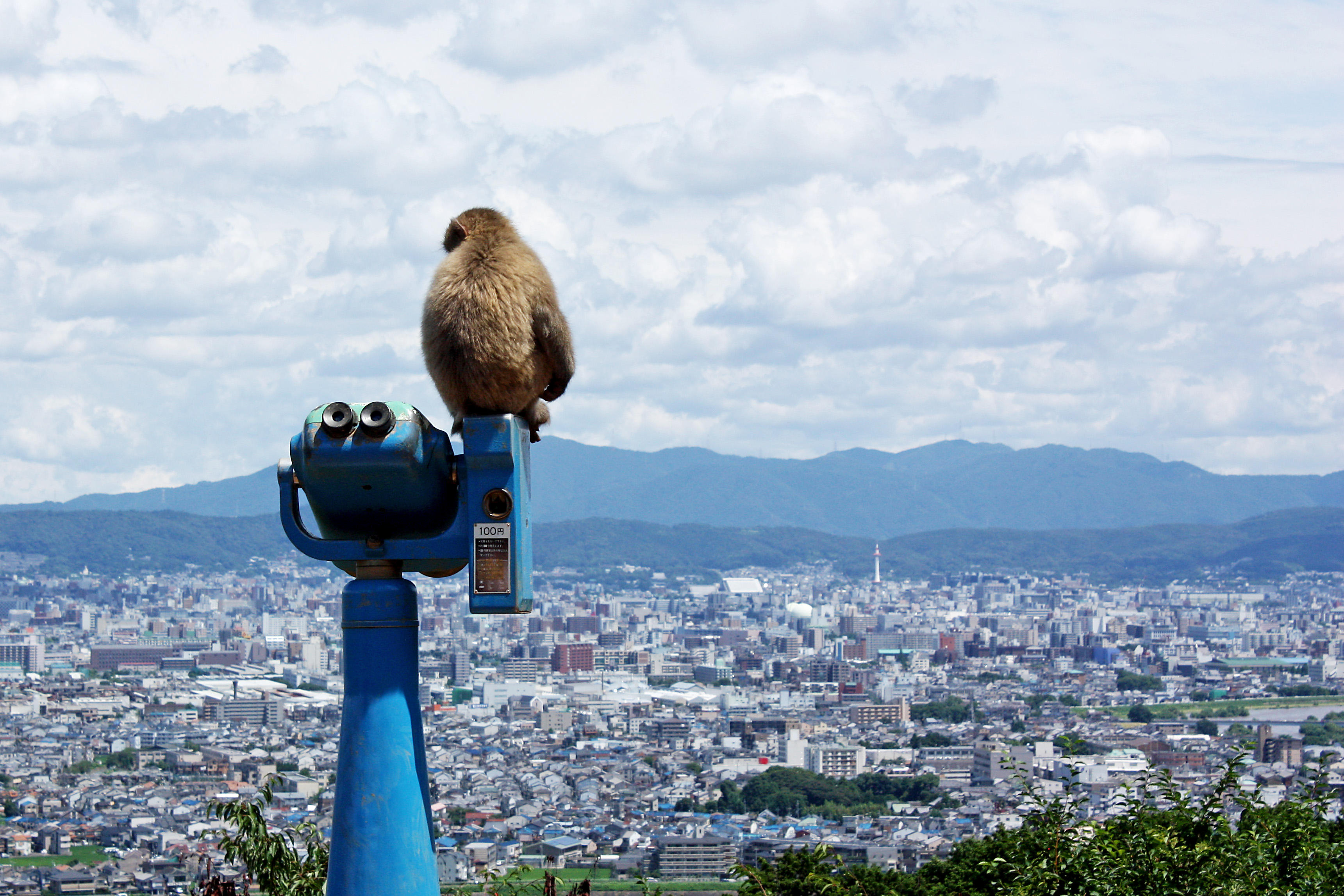
嵐山モンキーパークいわたやま
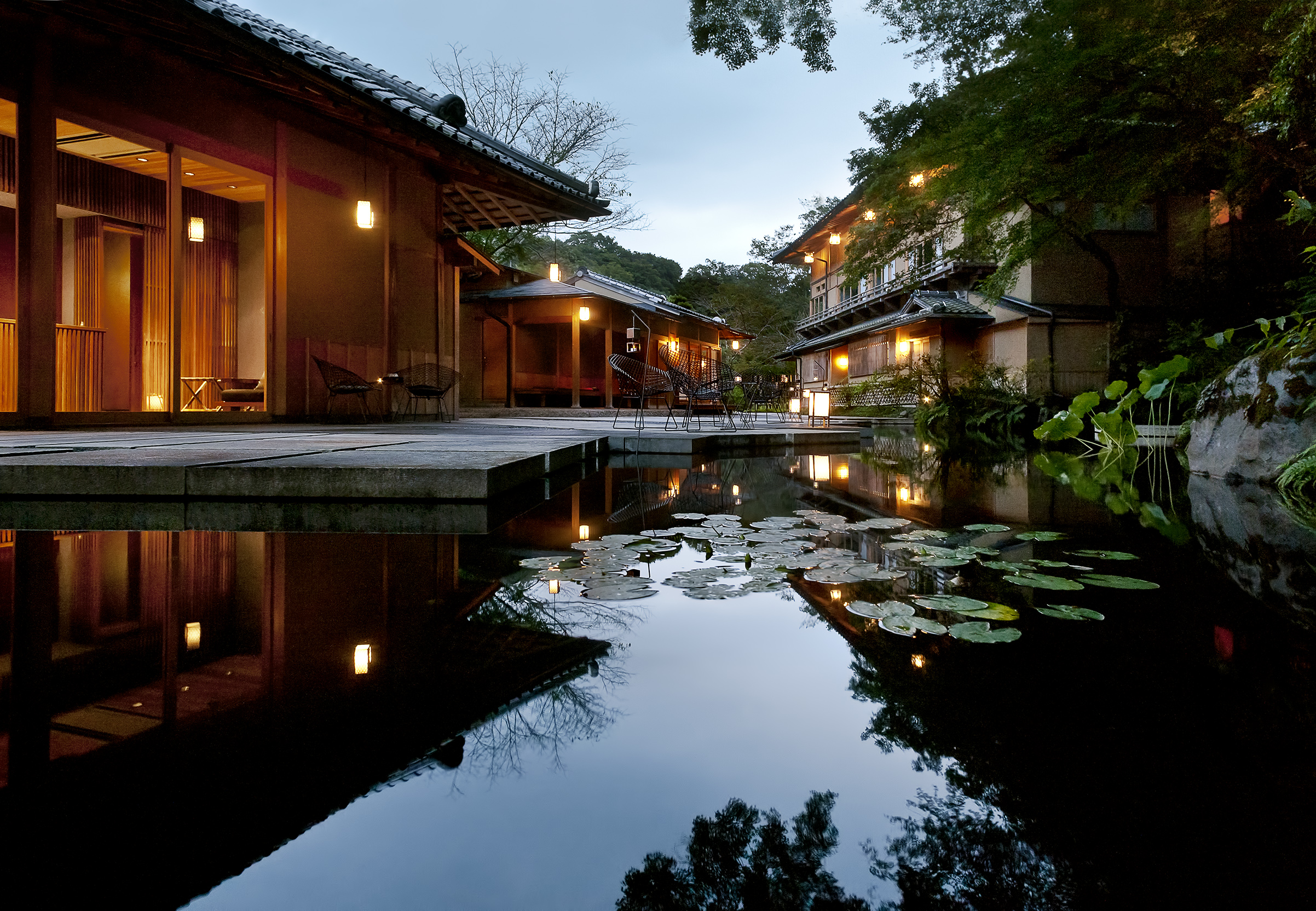
嵐山温泉
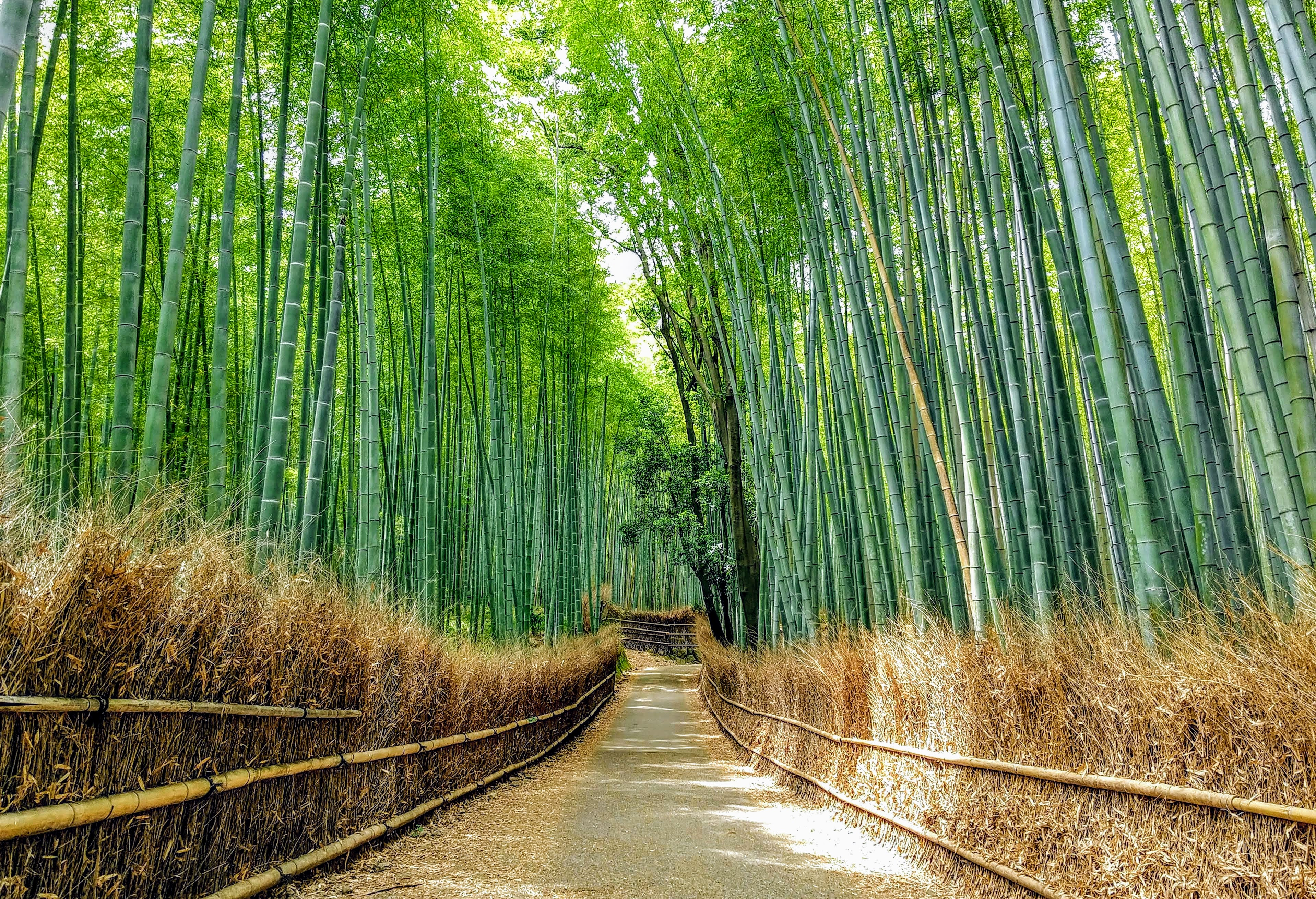
竹林の小径（嵯峨野）

## 交通アクセス

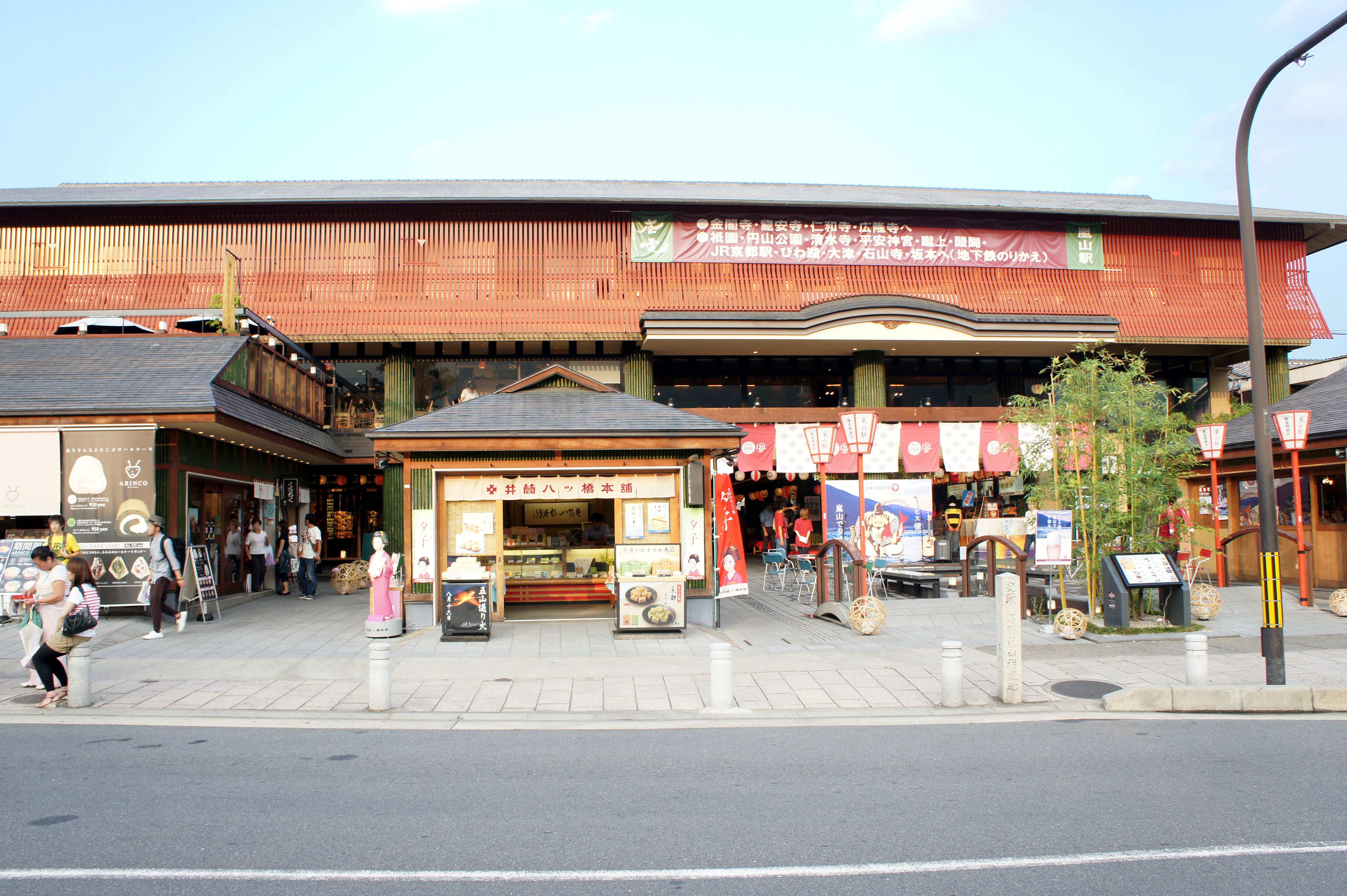
京福嵐山駅

### 鉄道
阪急
- 阪急嵐山線 : 嵐山駅・松尾大社駅

嵐電
- 京福電気鉄道 : 嵐山駅・嵐電嵯峨駅

JR西日本
- JR西日本山陰本線（嵯峨野線） : 嵯峨嵐山駅

### バス

#### 路線バス
- 京都バス
- 京都市営バス

### 道路
主な通
- 長辻通 - 嵐山の中心を貫く通り
- 丸太町通
- 三条通